# 야부카와촌
야부카와촌(藪川村)은 이와테현 이와테군에 설치되었던 촌이다. 현재의 모리오카시에 위치하고 있다.

## 연혁
- 1889년 4월 1일 - 정촌제 시행으로 야부카와촌 단독으로 촌제를 시행해 미나미이와테군 야부카와촌이 성립하였다, 다마야마촌, 구미아이촌이 형성하였다.
- 1869년 3월 29일 - 기타이와테군과 미나미이와테군이 합병해 이와테군이 되었다.
- 1954년 4월 1일 - 다마야마촌과 시부타미촌과 합병해 새로운 다마야마촌이 되었다.